# Джавара
Джавара (пушту. «Вовча яма») — укріпрайон афганських моджахедів в період Афганської війни (1979—1989) численного озброєного формування у складі «південно-східного об'єднаного угруповання» великого польового командира, одного з лідерів «Пешаварської сімки» — Джалалуддіна Хаккані в зоні афгано-пакистанського кордону провінції Хост, республіка Афганістан.
«Джавара» — «укріплений район», «базовий район», значна за територією довготривала оборонна споруда, «опорний пункт та перевальна база»
Стратегічний військовий об'єкт фортифікаційний комплекс з потужними оборонними комунікаціями із захисних споруд та укріплень, організованих за єдиним планом управління (взаємодії) системи вогню.
Прикордонний із Пакистаном, перевальний і опорний пункт — ключова ланка в партизанській діяльності афганських моджахедів, на південному сході республіки Афганістан у зоні відповідальності впливового польового командира «південно-східного об'єднаного угрупування» — Джалалуддіна Хаккані.
Один із трьох найбільших базових районів афганських моджахедів періоду Афганської війни (1979—1989), таких як: «Тора-Бора» та «Кокарі-Шаршарі» — на Іранському кордоні.

## Спогади генерала армії В. І. Варенникова
Про базу «Джавара» — з книги «Незабутнє» генерала армії В. І. Варенникова:
Під час мого перебування в Афганістані було проведено цілу низку цікавих і складних операцій. 

Звичайно, операція операції — ворог. Одні не залишили жодних спогадів. Інші ж ніколи не зблякнуть. Мені особливо запам'яталися операції в Кунарській ущелині, під час штурму бази Джавара, на Парачинарському виступі, в районі Кундуза, на захід від Герата до бази Кокари-Шаршари на іранському кордоні у гірському масиві Луркох, в районі Лашкаргаха, в провінції Кандагар і безпосередньо за Кандагаром.— зі спогадів генерала армії В. і. Варенникова

Генерал армії В. І. Варенников про базу «Джавара»: 
Про штурм Ізмаїла знають, здається, всі. Дещо чули й про «лінію Мажино». Ці укріплення вважалися неприступними. Чи можна порівнювати їх із базою Джавара? Але те, що сама база й оборона навколо неї побудовані за останнім словом науки та техніки й вважалися західними, та й східними фахівцями неприступними — це незаперечний факт.

## База «Джавара»
Найбільший опорний пункт та перевальна база афганських моджахедів, через який проходило близько 20 % усього обсягу постачання продовольства, спорядження, озброєння та боєприпасів із Пакистану.
Великий об'єкт пропагандистського значення — майданчик для мовлення журналістів та політиків, що співчувають моджахедам.
«Джавара» складався з безлічі галерей та укриттів, складських і житлових приміщень, шпиталю, казарми, бункера, штабу і т. д.
Життєдіяльність укріпрайону трималася на резервних та альтернативних джерелах енергії. Район було обладнано системою автономного водопостачання артезіанською свердловиною. Мав стаціонарний медичний заклад.
Охорону бази здійснював загін польового командира Джалалуддіна Хаккані, як допоміжні сили залучалися кочівники, що мешкали в регіоні пуштунських племен.

## Історичні факти військових операцій урядових сил ДРА
Військові дії у квітні 1986 року були другою спробою захопити базу, попередньої осені урядова армія під безпосереднім керівництвом Шахнаваза Танаї 42 дні облягала її, але не досягла успіху.
Цього разу загальна чисельність учасників операції становила 6 тисяч осіб. Перший десант афганців ДРА помилково був висаджено на території Пакистану, внаслідок чого він зазнав значних втрат (із 80 бійців до своїх пробилися лише 17). При цьому моджахеди продовжили блокування просування військ з гори Даригар.
Другий десант силою до двох батальйонів також зазнав великих втрат, оскільки десантників намагалися висадити прямісінько на вогневі точки противника, які було розташовано на висотах — 1600—2180 м. Після удару ракетно-бомбовими снарядами по району на взяття висоти було послано полк Михайла Караєва.
Підсумковий успіх приніс раптовий маневр, афганська армія пішла в наступ без артпідготовки та досягла результату без зайвих зусиль.
Так — 19 квітня 1986 року «Джавар» було поборено, але провести заходи щодо його ліквідації армія не змогла, тому невдовзі «база» знову почала функціонувати.